# Ksenija Petrogradska
Sveta Ksenija Petrogradska (Ksenija Grigorjevna Petrova, rus. Kseniя Grigorьevna Petrova) je ruska pravoslavna svetica, jurodiva. Rodila se između 1719. i 1730. godine. Umrla je u Sankt Peterburgu. Nadnevak smrti ostao je nepoznat. Smatra se da nije bila živa nakon 1806. godine.
Dokumenata o njenom životu nema. Prve publikacije narodnih predaja o Kseniji pojavljuju se 1840-ih godina. U njima stoji kako je rođena u prvoj polovici 18. stoljeća (između 1719. i 1730. godine). Ime otca bilo je Grigorije, a majčino je ostalo nepoznato. Nakon punoljetnosti, Ksenija Grigorjevna stupila je u brak s pukovnikom Andrejom Fjodorovičem Petrovim, koji je vodio brigu o crkvi Svetoga Andreja u Sankt Peterburgu. Poslije muževljeve iznenadne smrti, Ksenija je izabrala jurodivost, kako bi okajala neokajane grijehe svoga supruga. Svoje imanje je poklonila Pokrovskoj crkvi i siromašnima. Lutala je ulicama Sankt Peterburga, odjevena u suknju i vojnu uniformu pokojnoga muža. Odazivala se samo na ime Andrej i govorila da je on živ, a Ksenija mrtva.
Ruska pravoslavna zagranična Crkva kanonizirala ju je 1978. godine. Poslije dugogodišnjega poštovanja koje je uživala u narodu, Ksenija Petrogradska bila je pribrojana liku svetih na Pomjesnom saboru Ruske pravoslavne crkve 6. veljače 1988. godine. Pravoslavna crkva proslavlja je 24. siječnja po julijanskom, odnosno 6. veljače po gregorijanskom kalendaru.

## Galerija
- Ikona Ksenije Petrogradske
- Portret Ksenije Petrogradske
- Sarkofag Ksenije Petrogradske